# 2006 BV39 (planetka)
2006 BV39 je planetka Apollonovy skupiny, patřící současně mezi objekty pravidelně se přibližující k Zemi (NEO) a tedy i mezi potenciálně nebezpečná tělesa (PHA). Její dráha dosud není definitivně stanovena, proto jí nebylo dosud přiděleno katalogové číslo.

## Popis objektu
Vzhledem k tomu, že byla pozorována pouze po dobu dvou dní, nebylo možno provést spektroskopický výzkum. Proto o jejím chemickém složení není nic známo. Její průměr je odhadován na základě hvězdné velikosti a protože není známo ani albedo jejího povrchu, je proto značně nejistý.

## Historie
Planetka byla poprvé pozorována 26. ledna 2006 kolem 08:00 světového času (UTC) 1,8metrovým dalekohledem na Kitt Peak Observatory v rámci programu Spacewatch II. Objevili ji astronomové T. H. Bressi, M. T. Read. O dva dny později, 28. ledna v 07:28 UTC, prolétla v minimální vzdálenosti 330 tisíc kilometrů od středu Země, tedy blíže, než obíhá Měsíc, a opět se vzdálila do meziplanetárního prostoru. Naposledy byla pozorována ještě krátce před jejím maximálním přibliížením k Zemi, v 05:14 UTC a poté během obletu ještě téhož dne kolem 22:40 UTC astronomem Milošem Tichým z observatoře na jihočeské Kleti.
V minulosti prolétla již několikrát v blízkosti Země, naposledy v roce 1997, kdy ji minula v bezpečné vzdálenosti 23 milionu kilometrů. Před tím, v roce 1962, prolétla ve vzdálenosti přibližně 5,6 mil. km kolem Marsu, což poněkud změnilo její dráhu.

## Výhled do budoucnosti
Planetka se bude opakovaně přibližovat k Zemi, ale po zbytek tohoto století nás tyto průlety neohrozí. K nejtěsnějšímu průletu ve vzdálenosti 7,3 mil. km má dojít 24. června 2061. Mnohem zajímavější budou opakované průlety kolem Marsu v letech 2026, 2050, 2075 a 2099. Při posledním z těchto setkání mine Mars jen o 4 mil. km.